# 板野町立板野西小学校
板野町立板野西小学校（いたのちょうりつ いたのにししょうがっこう）は、徳島県板野郡板野町那東字泉西にある公立小学校。2010年度の在籍児童数は127人。

## 概要
生徒は板野町立板野中学校へと進学する。

### 基礎データ
最寄駅
- JR高徳線板野駅

## 沿革
- 1874年 - 矢武小学校を創立。
- 1879年 - 那東小学校を創立。
- 1899年 - 矢武小学校、那東小学校を統合。松坂小学校を創立。
- 1909年 - 松坂小学校から松坂尋常高等小学校と改称。
- 1941年 - 松坂尋常高等小学校から松坂国民学校と改称。
- 1947年 - 松坂国民学校から松坂小学校と改称。
- 1955年 - 松坂小学校から板野町板野西小学校と改称。

## 校訓
- 自主
- 奉仕
- 親和

## 校歌
- 作詞: 小西英夫
- 作曲: 近藤良三

## 関連学校
- 板野町立板野中学校

## 通学区域が隣接している学校
- 板野町立板野東小学校
- 板野町立板野南小学校
- 上板町立東光小学校
- 上板町立神宅小学校
- 香川県東かがわ市立引田小学校